# Calathea picturata
Calathea picturata är en strimbladsväxtart som beskrevs av Karl Heinrich Koch och Jean Jules Linden. Calathea picturata ingår i släktet Calathea och familjen strimbladsväxter. Inga underarter finns listade.

## Bildgalleri

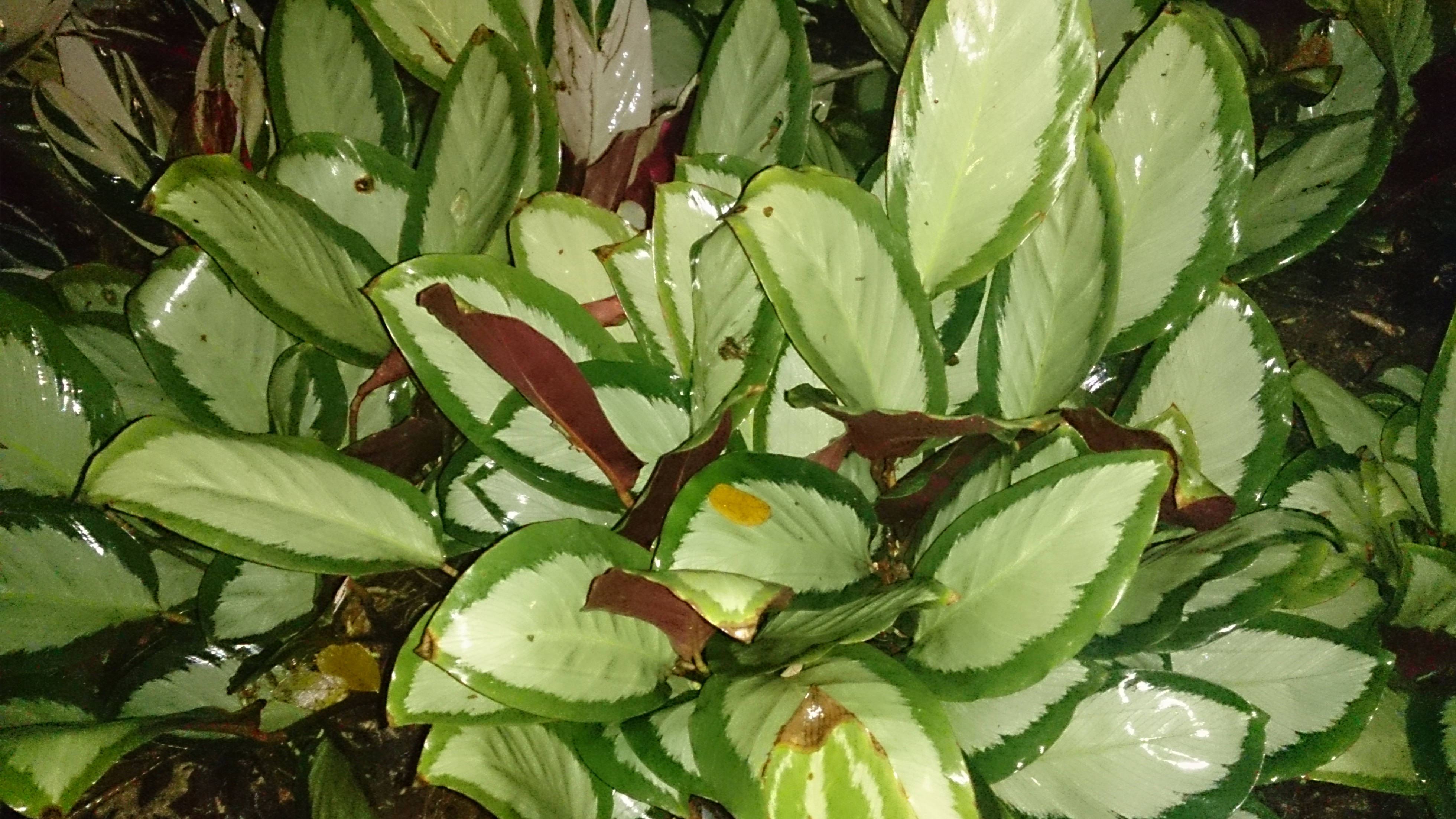
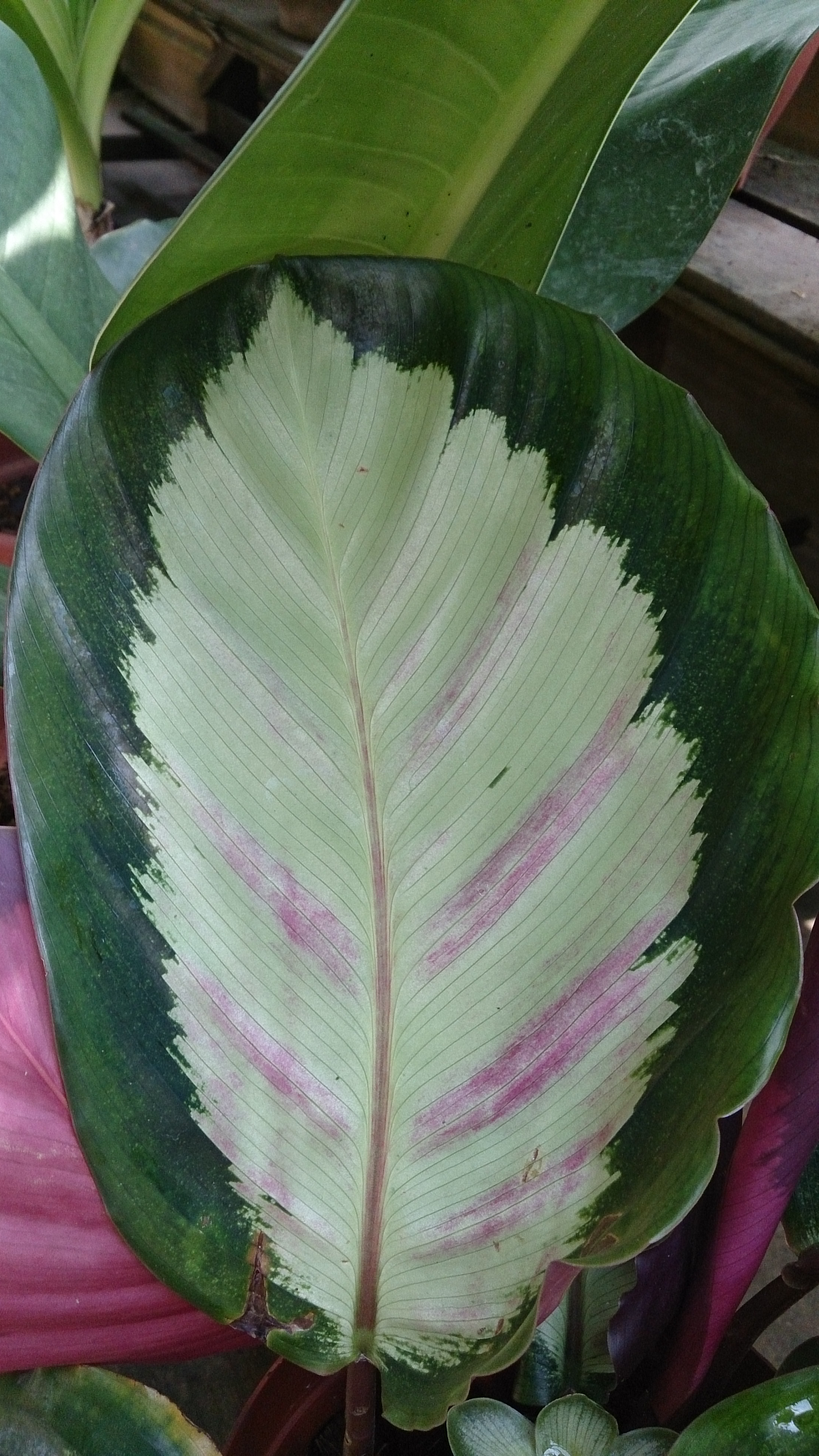
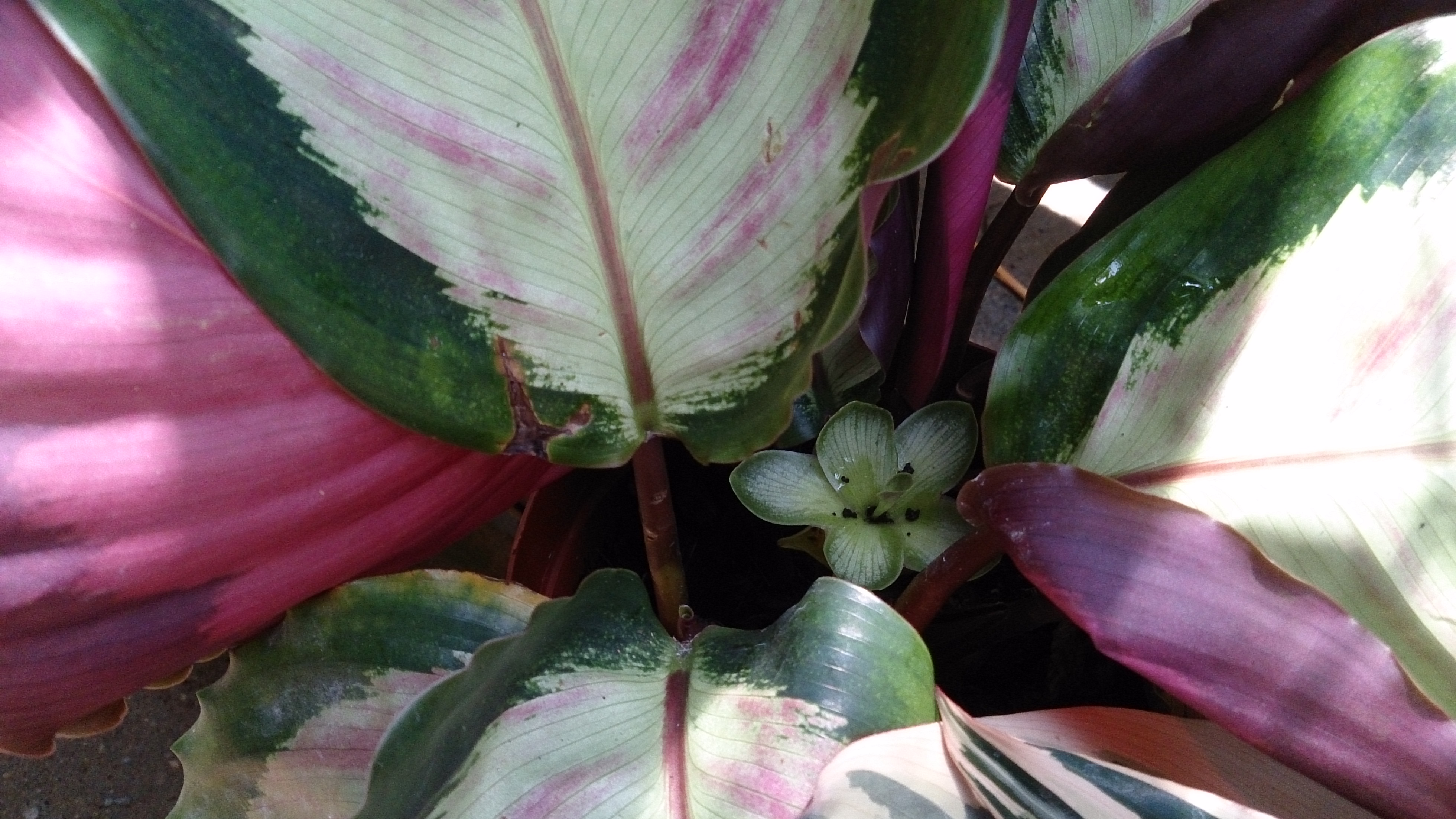